# Stora Träsket
Stora Träsket är en sjö i Botkyrka kommun i Södermanland och ingår i Tyresån-Trosaåns kustområde. Sjön har en area på 0,0867 kvadratkilometer och ligger 27 meter över havet. Sjön ingår i sin helhet i Stora Träskets naturreservat som bildades år 2008.

## Delavrinningsområde
Stora Träsket ingår i det delavrinningsområde (655781-161136) som SMHI kallar för Rinner mot Kaggfjärden. Medelhöjden är 36 meter över havet och ytan är 27,31 kvadratkilometer. Det finns inga avrinningsområden uppströms utan avrinningsområdet är högsta punkten. Avrinningsområdets utflöde mynnar i havet, utan att ha någon enskild mynningsplats. Avrinningsområdet består mestadels av skog (56 procent) och jordbruk (29 procent). Avrinningsområdet har 0,15 kvadratkilometer vattenytor vilket ger det en sjöprocent på 0,5 procent. Bebyggelsen i området täcker en yta av 0,96 kvadratkilometer eller 3 procent av avrinningsområdet.

## Bilder

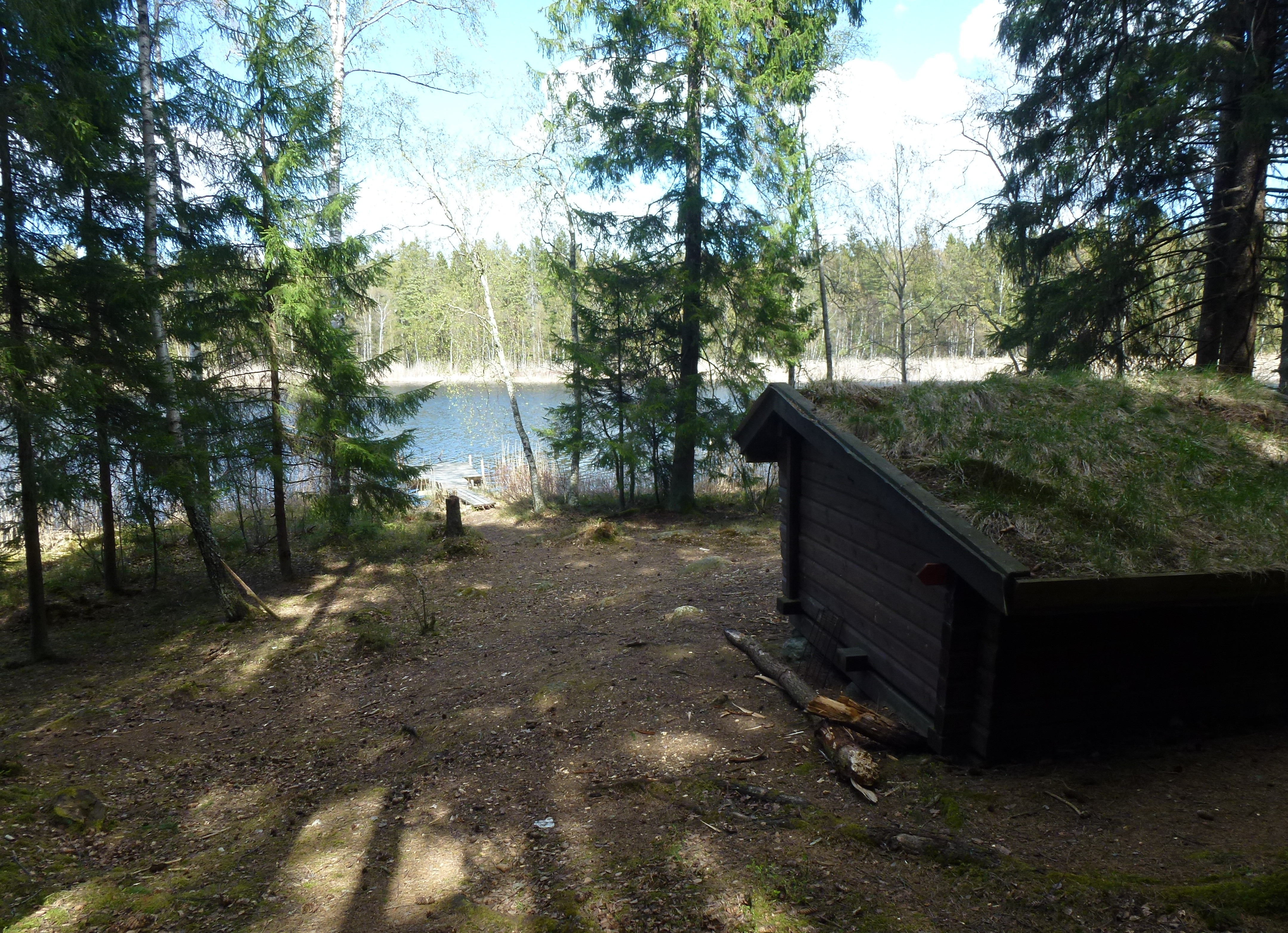
Väderskydd vid sjön
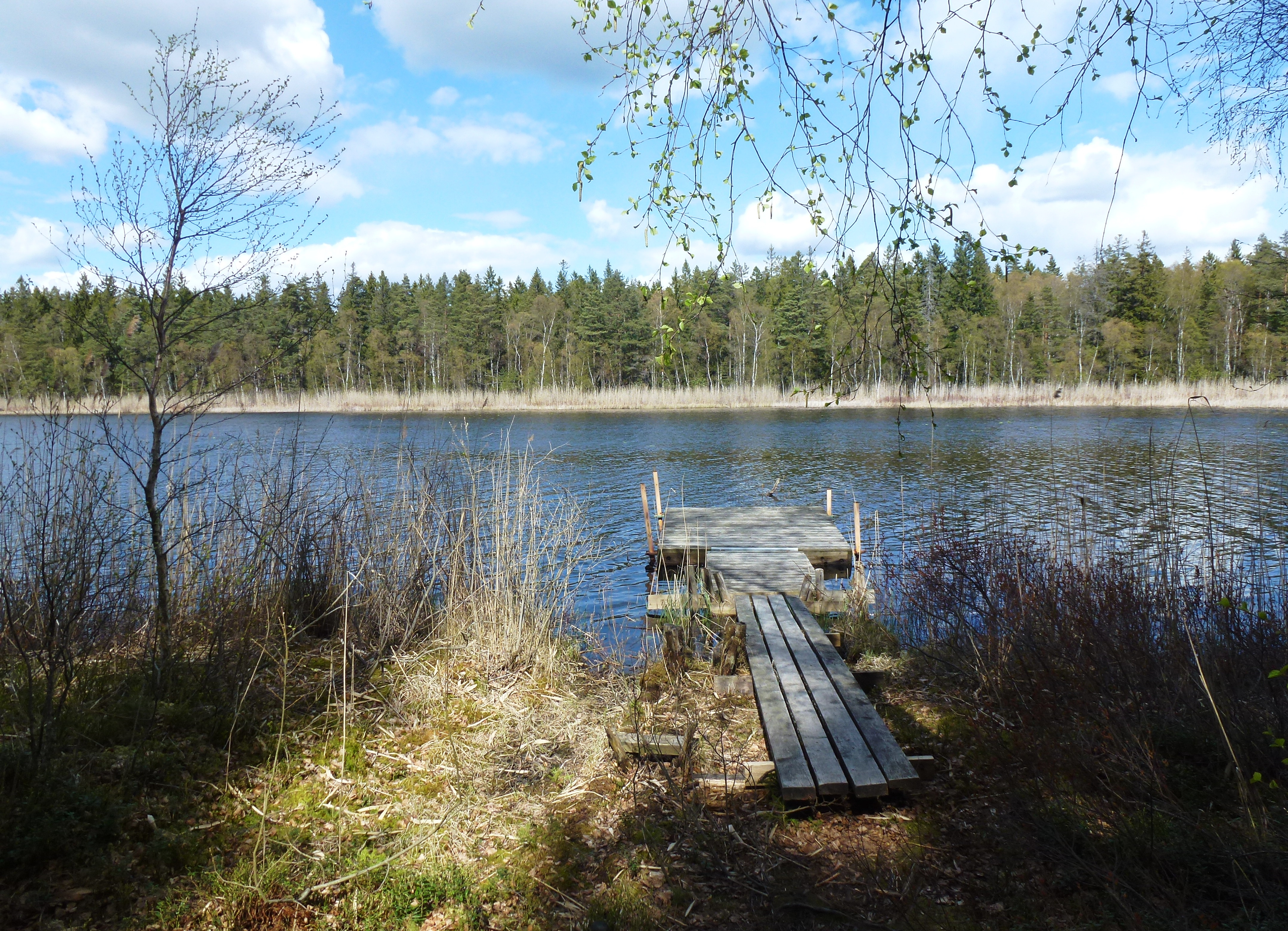
Badbrygga vid väderskyddet
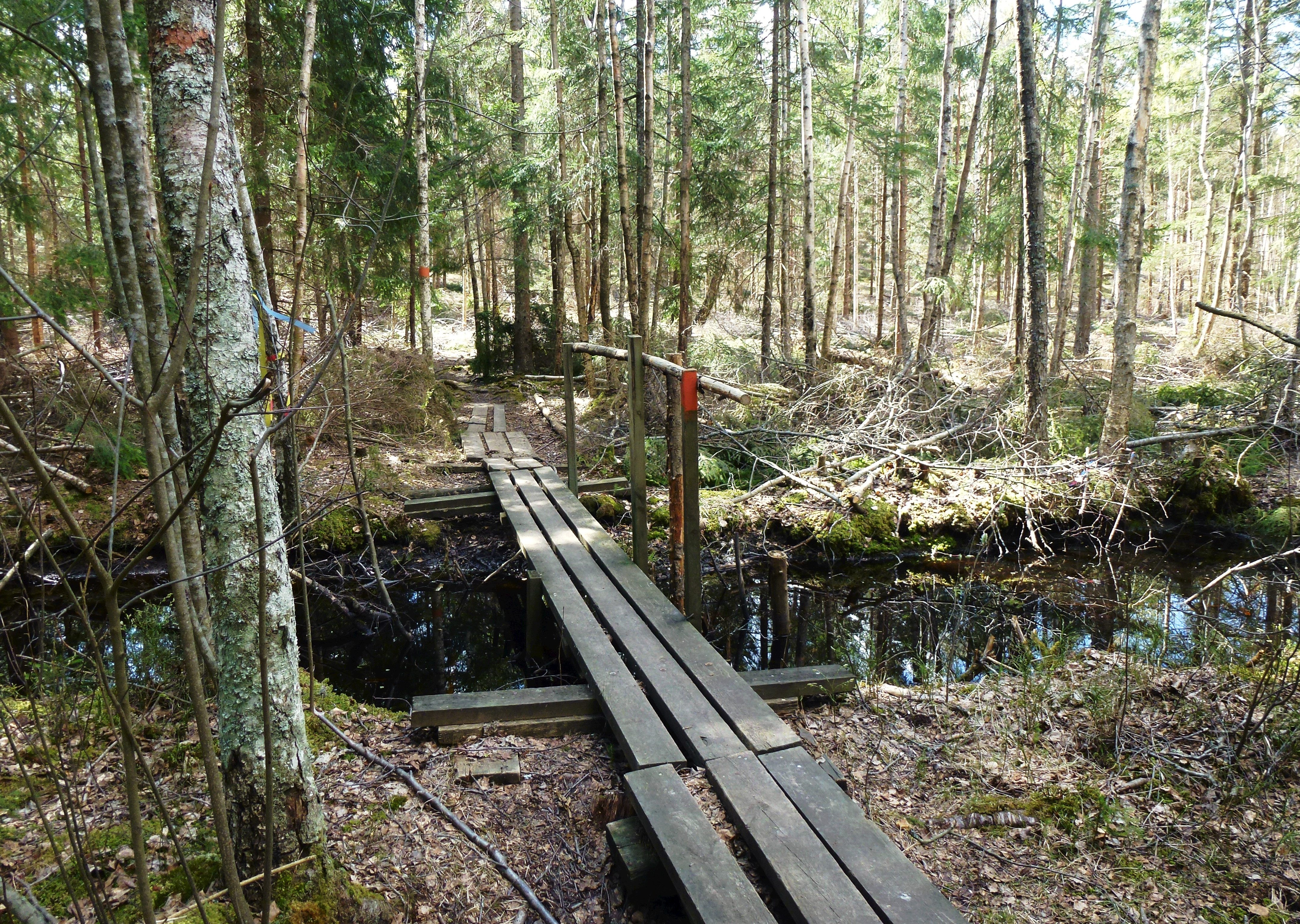
Vattendrag mellan Stora och Lilla Träsket